# チャールズ・ドージャー
チャールズ・ケルスィー・ドージャー（Charles Kelsey Dozier、1879年1月1日 - 1933年5月31日）は、アメリカ合衆国出身の宣教師、教育者。西南学院創設者。日本ではC・K・ドージャーと表記するのが一般的である。

## 経歴
ジョージア州ラグレンジに、ヘンリーとノラドージャーの3番目の子どもとして生まれ、13歳のとき、イエス・キリストを救い主として受け入れ、バプテスマを受け、ケインズヴィル第一バプテスト教会の会員となる。マーサー大学を優秀な成績で卒業した後、1903年に南部バプテスト神学校に入学した。1906年4月、ヴァージニア州リッチモンドにある南部バプテスト連盟外国伝道局は、C.K.ドージャーとモード・バーク (Maude Adelia Burke) を宣教師として任命した。C.K.ドージャーはサザンバプテスト神学校から神学修士号を得て卒業した後、2人は同年6月6日結婚をし、新婚旅行の気持ちで、日本へと出発した。のちに西南女学院を設立する宣教師J・H・ロウ(John Hausford Rowe)夫妻と、そしてG.W.ボールディン(George Washington Bouldin)夫妻と共に長崎の港に到着したのは、1906年9月27日だった。翌年の1907年10月17日に福岡バプテスト神学校が開設されたとき、C.K.ドージャーは新約聖書とギリシャ語の教師として招聘された。また宣教団は福岡に日本人学生に英語を教えるための夜間学校を開校したとき、C.K.ドージャーはその校長となった。さらに男子のための昼間キリスト教教育を基にした学校設立が必要ということで、日本バプテスト宣教団の書記C.K.ドージャーは、1911年4月、外国伝道局にその設立の許可と援助を申請した結果、承認の手紙が1915年1月に届き、1916年4月、福岡市の中央区赤坂1丁目、現在の読売新聞西部本社がある場所に、西南学院が創設されることに至り、4月11日、104人の学生と9人の教職員が出席した開校式で私立西南学院の学園経営がスターした（1918年に西新へ移転）。創立されて2か月後、健康の理由からの院長辞任の後任に、C.K.ドージャーが選ばれた。1921年2月、ドージャー院長は、西南学院高等部を設置、同年12月、高等学部神学科を開設。1927年10月、後述の日曜問題が絡んで、過労と緊張から心臓への負担が増し健康上の理由から西南学院の院長を辞任後も、西南学院と西南女学院の理事に任命され、かかわり続ける。1931年10月、小倉への移転後、宣教団の会計にも、小倉での伝道にも、従事していたが、1933年5月31日、心臓病で死去。54歳。臨終に家族たちを呼び寄せた際に言い遺した"Tell Seinan, to be true to Christ"（西南学院に、キリストに忠実であるように言って下さい）という言葉は、「西南よキリストに忠実なれ（Seinan, Be True to Christ.）」として、今でも建学の精神として伝わっている。
また、夫の死後も活躍を続け、1940年4月に開設された「西南保母学院」（後の西南学院短期大学部児童教育科）の校長にもなり1941年の開戦まで西南学院と聖書学校女子部でも教え続け、児童教育などに尽くした学院創立者の妻M. A. バーク・ドージャー(Maude Adelia Burke Dozier、1881年9月18日 - 1972年1月13日)は、日本への宗教的、教育的貢献が評価され、外国人の女性として初の西日本文化賞を受けている。さらに、1966年11月23日、福岡県知事から、モード B.ドージャーには、日本国政府から勲五等に叙せられ、宝冠賞が授与された。当時の西南学院院長の長男エドウイン・ドージャー（Edwin Burke Dozier、1908年4月16日 - 1969年5月10日）が代理人としてそれを受け取り、彼女の1964年12月13日からの入院先であるテキサス州サンアンジェロのバプテスト記念病院へと郵送。
後に西南学院大学の卒業生でRKB毎日放送エグゼクティブ・プロデューサーの木村栄文が、ドキュメンタリー番組「荒野に呼ばわる者－C・K・ドージャーの生涯」でドージャーの生涯を描いている。
長野県軽井沢町にドージャー一家が使用したウィリアム・メレル・ヴォーリズ設計の別荘（1933年築）が移築保存されている。2022年現在、貸別荘として提供されており、宿泊も可能である。

## 日曜日問題
日曜問題というものは、当初から、学院設立の特徴に因んでいる。背景には、建学の精神がある。キリスト教界にとっては、日曜日はたいへん特別な日であるが、それに対して、違う意味で、スポーツ界にとってもそうである。つまり、イエス・キリストを信じる者にとっては、日曜日が一週間で一番大切な日であり、イエス・キリストご自身が復活なさったその日として日曜日は平日と徹底的に違う日である、神と出会う日である、という位置づけがされている。それに対して、スポーツ界にとっては、日曜日は試合などのスケジュールを組むに都合のいい日に過ぎない、という位置づけがされている。結果、日曜問題における対立の原因を、日曜日の位置づけに、即ち、日曜日についての意識の「ずれ」に見出せる。
ドージャー院長は「西南学院全体がキリストに忠実であることを欲し、この理想実現のために一切の妥協を排し、神の外（ほか）何ものをも恐れず、どこまでもキリストに忠実に生きようとした主義の人、真理をかかげて闘う人であった。ドージャーのこの信仰姿勢は日曜日のクラブ活動禁止となってあらわれた。キリストの復活を記念する日曜日は、C.K.ドージャーにとっては聖なる日であり、礼拝・聖書学習・祈りを重んじ、自分の言動を慎んで己を清く保つ日であった」（斎藤剛毅『神と人とに誠と愛を』2023年、23p）。
例えば西南学院大学名誉教授・三串一士は、日曜問題に関して次のように回想をしている。「日曜日（聖日）におけるスポーツ厳禁の問題であるが、（…）昭和2年の7月、夏季休暇に入ったばかりの時であった。九州における数校のインカレ野球試合において、西南は春日原球場における長崎高商との準決勝に６対１の大勝を収め、五高に勝った福高と決勝戦に臨むことになった。ところが右の準決勝の日が運悪く日曜日であったのである。このことが直ちにドージャー先生の耳に入ったからたまらない。禁を犯した選手全員無期停学処分となり、福高との決勝戦まかりならぬ、もし命に従わねば全員退学処分に附すとの禁達が伝えられたのである。全員切歯扼腕、「この期に及んで試合が止められるか！よし、退学処分になっても俺はやるぞ」と、殆どの学生が激昂したのであるが、結局マネージャーの意見に従い、全員血涙をのんで決勝戦を断念したのである。…右の歴史的事件のほか、他の運動でも幾度か右に類する苦衷をなめ、剣道部の如きも、遂に九大との決勝戦を断念せざるをえないこともあったのである。かくして、学生が何時までも泣き寝入りしない限り、院長との正面衝突は早晩避けがたい運命にあった。」（三串一士「痛ましい思い出」『西南学院大学広報』1972年2月6日号、3p）
学院における日曜スポーツ厳禁を背景に、「日曜日の野球試合厳禁」についての対立と関連して起きた一連の出来事は学園騒動に匹敵できるものとしてそれを受け止める人が当時多かった。
1928年7月22日（日）の全国高専野球西部予選で西南は長崎高商（現・長崎大学）を6対0で破り、福岡高校（現・九州大学）と準々決勝での対戦が決定した。ところがドージャー院長は、「日曜日は（キリスト教の）イエス=キリストの安息日である」ことを理由として試合出場を禁じたが、士気上がる部員たちはドージャーの反対を押し切って試合に出場。翌日、長崎高商戦に出場した選手全員を無期停学の処分にした。さらに、もし今度福高と試合をすれば（やはり日曜日）「全員退学処分にする」と警告。結局、ナインは試合出場を断念した（その福高は決勝戦で五高（現・熊本大学）を破って優勝した）。ドージャーはこうした生徒・教職員との対立によって健康を害したため、翌1929年7月10日、辞任をもって学院長の席から退き、理事になった。